# هوليوود الجديدة
هوليوود الجديدة هي موجة سينمائية في أمريكا خرجت عن تقاليد سينما هوليوود الكلاسيكية، بدأت أواخر الستينات وحتى نهاية السبعينيات. بدأت حركة «نيو هوليوود» مع أفلام مثل الخريج وبوني وكلايد التي تم إنتاجها خارج الاستوديوهات الكبرى المعروفة، واختلفت شكلا وموضوعا عن إنتاج هوليوود المعتاد، وكانت ناجحة جدا.
تميزت جميع أفلام فترة هوليوود الجديدة -تقريبا- بالنقد الاجتماعي. قام بعض مخرجي تلك الموجة بتحديث الأنواع الكلاسيكية من سينما هوليوود (مثل أفلام الوسترن، والنوار) وتفكيكها عن طريق التغيير الجذري لأعراف النوع. امتازت أفلام تلك الفترة بالاهتمام بالمحتوى وبجمالية الفيلم، مع استخدام شخصيات غريبة ومتناقضة في دور البطولة، وكسر طرق السرد التقليدية والتخلي عن النهايات السعيدة. ويعتبر عصر «نيو هوليوود» القصير نسبيا واحدا من أهم المراحل الفنية في تاريخ السينما الأمريكية.

## بداية ونهاية
ي عام 1967 ظهر فيلم بوني وكلايد في السينما. وكان هذا الفيلم مزيجا فريدا من الفكاهة والعنف والجنس والرعب والواقعية. الفيلم الذي أنتجه وارن بيتي بنفسه سبب صدمة في هوليوود. لم تر استوديوهات الأفلام الكبيرة أن هذا الفيلم كان ثوريا فقط، ولكنه أنه أيضا كان ناجحا تجاريا ونقديا.
وبعد بضع سنوات، ظهرت أفلام مثل السائق البسيط ورعاة البقر منتصف الليل. أفلام كاملة عن الجنس والمخدرات والعنف. حققت تلك الأفلام نجاحا غير متوقع، وهذا يعني أن استوديوهات السينما أدركت أنه كان عليها أن تتجه إلى طريقة جديدة.
على الرغم من أنه صنف بدرجة X (وهذا يعني أن الفيلم كان إباحيا)، فاز فيلم «رعاة البقر منتصف الليل» بجائزة الأوسكار لأفضل فيلم.
ظهور هذه الموجة في أواخر الستينات لم يخلق فقط نوعا جديدا من الأفلام، ولكن أيضا جيلا جديدا كليا من المخرجين مثل: جورج لوكاس وبراين دي بالما وستيفن سبيلبرغ وفرانسيس فورد كوبولا ومارتن سكورسيزي.
كان هؤلاء المخرجون والمؤلفون الشباب هم قاعدة هوليوود الجديدة. وسرعان ما قُبلت أفلامهم الغريبة من قبل استوديوهات الأفلام الكبيرة، وبدون علم مسبق بأنهم ينتمون إلى هوليوود الجديدة. في كل مكان كان الطلب متزايدا على المخرجين الشباب لتنفيذ مشاريع الأفلام الجديدة. في السبعينات، قدم هؤلاء المخرجون الكثير من الكلاسيكيات مثل: سائق التاكسي، الفك المفترس، حرب النجوم وعصر يوم قائظ.
كانت السلطة في يد المخرجين ولم تعد في أيدي استوديوهات السينما الغنية. لكن المخرجين الشباب أصبحوا مفرطي الثقة بأنفسهم فظهرت أيضا بعض الأفلام السيئة. في عام 1980، فشل فيلم «بوابة الجنة» للمخرج مايكل تشيمينو الذي كلف ميزانية ضخمة مما أدى إلى إفلاس استوديو الفنانين وبيعه لاستوديو مترو غولدوين ماير. ويعتبر عام 1980 من قبل البعض هو نهاية موجة هوليوود الجديدة.

## شخصيات وأفلام رئيسية لعصر هوليوود الجديدة

### مخرجون
| المخرج              | الأفلام                                                                 |
| ------------------- | ----------------------------------------------------------------------- |
| روبرت ألتمان        | ماش (1970)، ناشفيل (1975)                                               |
| بيتر بوغدانوفيتش    | آخر عرض صور (1971)، القمر الورقي (1973)                                 |
| ميل بروكس           | المنتجان (1968)، بلازينج سادلس وفرانكشتاين الصغير (1974)                |
| فرانسيس فورد كوبولا | العراب (1972)، العراب: الجزء الثاني ومحادثة (1974)، القيامة الآن (1979) |
| وودي آلن            | آني هال (1978)                                                          |
| براين دي بالما      | كاري (1976)                                                             |
| جون كاربتنر         | هالوين (1978)                                                           |
| هال آشبي            | شامبو (1975)، العودة للديار (1978)                                      |
| بوب فوس             | كباريه (1972)، ليني (1974)                                              |
| ويليام فريدكن       | الرابطة الفرنسية (1971)، طارد الأرواح الشريرة (1973)                    |
| جورج لوكاس          | زخرفة أمريكية (1973)، حرب النجوم (1977)                                 |
| مارتن سكورسيزي      | شوارع قذرة (1973)، سائق التاكسي (1976)، الثور الهائج (1980)             |
| ستيفن سبيلبرغ       | الفك المفترس (1975)                                                     |
| سيدني لوميت         | عصر يوم قائظ (1975)، شبكة (1976)                                        |

### ممثلون
| - وارن بيتي - بيتر بويل - روبرت دي نيرو - بروس ديرن - روبرت دوفال - كلينت إيستوود - بيتر فوندا | - كارين بلاك - فاي دوناوي - إلين بورستين - جولي كرستي - شيلي دوفال - جين فوندا - ديان كيتون | - جين هاكمان - داستين هوفمان - دينيس هوبر - هارفي كيتل - جاك نيكلسون - آل باتشينو - روبرت ريدفورد |